# Itziar Gómez
Itziar Gómez López (Pamplona, 29 de enero de 1965) es una psicóloga y política navarra, concejala de Geroa Bai en el Ayuntamiento de Pamplona y desde 2019 Consejera de Desarrollo Rural y Medio Ambiente del Gobierno de Navarra.

## Biografía
Itziar Gómez nació en Pamplona el 29 de enero de 1965. Se licenció en Psicología en la Universidad del País Vasco y también es técnica de Educación Infantil. Cursó el Máster en Igualdad de Mujeres y Hombres en la Universidad del País Vasco.
Es cofundadora de Ttantta Komunikazioa. Ha sido responsable y educadora en la escuela infantil de la Ultzama.

## Trayectoria política
Se afilió a Herri Batasuna (HB) desde joven y salió elegida diputada en el Parlamento de Navarra por HB en 1991 con tal solo 26 años. Sin embargo, el asesinato del político Gregorio Ordóñez la llevó, junto con otras personas que rechazaban y condenaban actividad terrorista de ETA, a abandonar HB e integrarse en Aralar, partido fundado por el abogado Patxi Zabaleta. Tras ser expulsada de Aralar por el cobro de dietas irregulares, se integró en la coalición Geroa Bai. Actualmente está afiliada a Geroa Socialverdes, el partido político navarrista fundado por Uxue Barkos en el seno de Geroa Bai.
Gómez ha sido concejala en el Ayuntamiento de Pamplona desde 2007 y fue concejala y portavoz de Geroa Bai en el Ayuntamiento de Pamplona (2015-2019) y Concejala Delegada de Seguridad Ciudadana y Convivencia con Joseba Asiron de alcalde.
En 2019 fue nombrada Consejera de Desarrollo Rural y Medio Ambiente del Gobierno de Navarra por la Presidenta de Navarra María Chivite, tras el acuerdo alcanzado entre el PSN, Geroa Bai, Podemos Navarra e Izquierda-Ezkerra.